# Български антифашистки съюз
Българският антифашистки съюз (БАС) е организация, създадена през 1989 година в България, която се бори срещу национализма, фашизма и други форми на десничарски екстремизъм. Основана е като наследник на организацията "Отвъд вековете" - антифашисткият съюз на българските младежи, създаден през 1942 година, който бил пресечен от комунистическото ръководство на Българската комунистическа партия.
БАС работи за защита на гражданските свободи, на свободата на словото и за укрепване на демокрацията в България. Организацията има също така за цел да популяризира историческата истина за ролята на антифашистката борба в България по време на Втората световна война и в периода след нея.
БАС е част от международното движение на антифашистките организации и се включва в кампании и инициативи за борба с фашизма и расизма в цяла Европа. В рамките на България, БАС участва активно в организиране на протести и мероприятия срещу национализма и ксенофобията, както и в образователни кампании за повишаване на осведомеността за проблемите на демокрацията и правата на човека.